# Bhutankrieg
Der Bhutankrieg (auch Duarkrieg) war ein bewaffneter Konflikt zwischen dem Britischen Weltreich und dem Königreich Bhutan. Der Krieg dauerte von 1864 bis 1865 und endete mit einer Niederlage Bhutans, wobei die Briten innere Spannungen in Bhutan und ihre überlegene Ausrüstung ausnutzten, um den Konflikt innerhalb von Monaten für sich zu entscheiden. Als Konsequenz seiner Niederlage musste das Land im Vertrag von Sinchula Teile seines Gebietes an Britisch-Indien abtreten.

## Ablauf
Großbritannien sandte Anfang 1864 eine Friedensmission nach Bhutan, nachdem dort kurz vorher ein Bürgerkrieg unter Ashley Eden, einem britischen Beamten, beendet worden war. Der Dzongpon (lokaler Herrschertitel) von Punakha – der als Sieger hervorgegangen war – hatte mit der Zentralregierung gebrochen und einen rivalisierenden Druk Desi eingesetzt, während der legitime Druk Desi den Schutz des Penlop von Paro suchte und später abgesetzt wurde. Die britische Mission befasste sich abwechselnd mit dem rivalisierenden Penlop von Paro und dem Penlop von Tongsa (letzterer handelte im Namen des Druk Desi), aber Bhutan lehnte den angebotenen Friedens- und Freundschaftsvertrag ab. Großbritannien erklärte im November 1864 den Krieg. Bhutan hatte keine reguläre Armee, und die Streitkräfte bestanden aus Dzong-Wachen, die nur mit Luntenschlössern, Pfeil und Bogen, Schwertern, Messern und Katapulten bewaffnet waren. Einige dieser Dzong-Wachen, die Schilde und Kettenpanzer trugen, griffen die gut ausgerüsteten britischen Streitkräfte an.
Entscheidend für den Kriegsverlauf war die Eroberung des Fort Dewangiri in Deothang im Jahr 1865. Die Briten erlitten zunächst eine demütigende Niederlage vor Deothang und als sie Dewangiri zurückeroberten, zerstörten sie es als Vergeltung.
Der Duarkrieg (1864–1865) dauerte nur fünf Monate und führte trotz einiger Siege der bhutanischen Streitkräfte auf dem Schlachtfeld zur Niederlage Bhutans, zum Verlust eines Teils seines Hoheitsgebiets und zur Zwangsabtretung früher besetzter Gebiete. Gemäß dem Vertrag von Sinchula, der am 11. November 1865 unterzeichnet wurde, trat Bhutan Gebiete im heutigen Assam und Westbengalen sowie das 83 km² große Gebiet von Dewangiri im Südosten Bhutans gegen jährliche Zahlungen von 50.000 Rupien ab. Der Vertrag von Sinchula bestand bis 1910, als Bhutan und Britisch-Indien den Vertrag von Punakha mit Wirkung bis 1947 unterzeichneten.